# Wołominek
Wołominek (dawn. Wołuminek alt. Albertówka) – dawniej samodzielna miejscowość, obecnie część Wołomina, w województwie mazowieckim, w powiecie wołomińskim. Leży na północny zachód od centrum Wołomina, w rejonie intersekcji ulic Piłsudskiego i Białostockiej.
Wołuminek to dawny folwark należący od 1867 roku do gminie Ręczaje w powiecie radzymińskim. Włączony do Wołomina zapewne w związku z otrzymaniem przez niego statusu miasta w 1919 roku, ponieważ przy pierwszym rozszerzeniu granic miasta Wołomina w 1925 roku mowa jest już o Wołominku jako przedmieściu należącym do Wołomina.